# Альфонс II (граф Прованса)
Альфонс II Беренгер (фр. Alphonse II Bérenger; ок. 1180 — февраль 1209, Палермо) — инфант Арагона, граф Прованса с 1196 года, граф Форкалькье с 1209 года (после смерти деда своей жены), сын короля Арагона и графа Барселоны Альфонсо II и Санчи Кастильской.

## Биография
Наследовал Прованс в возрасте 15 лет и сначала управлял графством под регентством своего дяди, графа Санчо. 
В 1193 году его женили на Гарсенде II де Сабран, внучке и наследнице графа Форкалькье Гильома IV. Этот брак принёс ему в 1209 году графство Форкалькье.
После смерти отца в 1196 году начал править самостоятельно.
Умер в феврале 1209 года в Палермо, куда сопровождал свою сестру Констанцию — невесту императора Священной Римской империи Фридриха II.
Согласно разъяснениям на манускрипте поэмы Гаусельма Файдита, Альфонс был соперником трубадура в любви к Журден д‘Эмбрюн.

## Брак и дети
Жена: с июля 1193 года Гарсенда II де Сабран (ум. после 1222), графиня де Форкалькье в 1209—1222, дочери Ренье I де Сабран и Гарсенды де Форкалькье.
Дети:
- Раймон Беренгер IV (ок. 1198 — 19 августа 1245) — граф Прованса и Форкалькье
- Гарсенда (ум. после 1264); муж: с 1223 Гильом II де Монкада (ок. 1185 — 12 сентября 1229), виконт Беарна, Габардана и Брюлуа, сеньор Монкада и Кастельвьеля и Росанеса с 1224